# سام مور
سام مور (بالإنجليزية: Sam Moore)‏ هو سياسي أمريكي، ولد في 12 مايو 1976. حزبياً، نشط في الحزب الجمهوري. وقد انتخب عضو مجلس نواب جورجيا.